# Дуванка (Оренбургская область)
Дуванка — упразднённое село в Александровском районе Оренбургской области России. На момент упразднения входило в состав сельского поселения Хортицкий сельсовет. Исключено из учётных данных в 1997 году.

## География
Располагалось  в западной части Оренбургской области, в пределах предуральской сильноволнистой возвышенности Общего Сырта,  на правом берегу реку Малый Уран, на расстоянии примерно 2 километров (по прямой) к северо-западу от села Хортица.

### Климат
Климат в местности характеризуется как резко континентальный, засушливый, с холодной малоснежной зимой и жарким летом. Средняя температура воздуха самого тёплого месяца (июля) — 20 °C (абсолютный максимум — 38 °С); самого холодного (января) — −15 °C (абсолютный минимум — −42 °С). Безморозный период длится около 150 дней в году. Снежный покров держится в среднем около 145—150 дней в году.

## История
По данным на 1939 год посёлок «Первый Уранский» входил в состав Каратальского сельсовета Александровского района. В посёлке действовал колхоз имени Коминтерна.
Постановление Законодательного Собрания Оренбургской области от 29 октября 1997 г. село исключено из учётных данных.